# Caso Bauffremont
El Caso Bauffremont es un caso paradigmático en derecho internacional privado por fraude a la ley en materia de nacionalidad.

## Antecedentes
Se trataba de una princesa de origen belga quien se fue a vivir a Francia, donde conoce al príncipe Bauffremont, con quien contrae matrimonio. En 1874 la "princesa Bauffremont" obtiene en el país galo la separación personal a causa de hábitos perversos de éste.
Debido a que la ley francesa no admitía el divorcio, la condesa Valentina Caraman Chimay se traslada a Alemania (que sí aceptaba el divorcio), se naturaliza alemana e invocando su nacionalidad alemana obtiene del tribunal alemán la conversión de su separación de hecho a divorcio, y contrae nuevo matrimonio con el príncipe rumano Bibescu, obteniendo la nacionalidad rumana.

## Fondo del caso
Pasado el tiempo el príncipe Bibesco es destinado a Francia, por lo que ella regresa a ese país como la "princesa Bibescu". El duque de Bauffremont solicita ante los tribunales franceses que declaren la bigamia de la ex "princesa Bauffremont" atacando, la nacionalidad alemana de la princesa, la sentencia de divorcio obtenida en Alemania y la validez del segundo matrimonio, argumentando que el cambio de nacionalidad tuvo por motivo únicamente acogerse a la ley alemana (que la beneficiaba) y defraudar a la ley francesa (que la perjudicaba).

## Decisión
La Corte de Casación de Francia en sentencia del 18 de marzo de 1878 resolvió no declarar nula la naturalización alemana, por considerarlo una cuestión reservada a la soberanía de los Estados nacionales, mas da lugar a las pretensiones de Bauffremont, respecto del divorcio vincular y del segundo matrimonio, señalando que ambos no eran válidos en Francia.